# 千僧供養
千僧供養（せんぞうくよう）は、約千名ほどの多数の僧を集めて行う法要のことをいう。

## 豊臣氏の千僧供養の概要
以下では豊臣氏が、方広寺の境内に組み込まれていた、妙法院の経堂で毎月執り行っていた千僧供養について述べる。
なお「方広寺」という寺号について、これは江戸時代中期以降に自然発生的に生じたもので、江戸時代初期の文献には見られず、大仏を発願した豊臣秀吉も寺号を命名していない。当時は単に大仏（殿）、もしくは新大仏（殿）・京大仏（殿）・東山大仏（殿）・京東大仏（殿）・洛東大仏（殿）などと呼称されていた。しかし本稿では便宜的に、一般に定着している「方広寺」の寺号で記述する。
豊臣秀吉は、焼損した東大寺大仏に代わる、京都に新たな大仏を発願。いわゆる京の大仏（方広寺大仏）が造営されることになった。先行して大仏が造立され、大仏殿については、天正19年（1591年）5月から立柱工事が開始され、文禄2年（1593年）9月に上棟、文禄4年（1595年）に完成をみた。
文禄4年（1595年）9月25日からは、方広寺境内に組み込んでいた妙法院の巨大な経堂で毎月、千僧供養会が行われるようになった（千僧供養は大仏殿で行われた訳ではない点に留意のこと）。秀吉は京都およびその近郊（山城国）に拠点を有する仏教八宗（天台宗・真言宗・律宗・禅宗・浄土宗・日蓮宗・時宗・浄土真宗）に対して、各宗派ごとに100名の僧で千僧供養に出仕するよう命じた（よって出仕する僧は正確には千人ではなく800人である）。大和国に拠点を有する南都六宗（律宗を除く）には出仕を要請しなかった。
千僧供養の供養対象は、当初秀吉の母（大政所）の予定であったが、秀吉の母方の祖父母に変更され、祖父母の月命日（とされる日）に千僧供養が行われた>。これについて、秀吉は「秀吉の母方の祖父母は公家であったが讒言によって失脚した」「秀吉の母（大政所）は宮仕えをしたことがあり、秀吉は天皇の御落胤である可能性がある 」という出自を公称（捏造？）していたが、それに権威付けをする意図があったとする説もある。
秀吉は妙法院を現在の地（方広寺の東側）へ移転させ、妙法院の境内に巨大な経堂を造立し、そこで千僧供養を取り行わせた。『義演准后日記』文禄5年（1596年）1月29日条には「会場のこと、大仏殿の東、先年太閤御所（秀吉）御建立す。妙法院御移徙。すなわち妙法院と号す、かの宮の旧跡ゆえなり。東西廿一間（約40ｍ）と云々、もってのほか広大殊勝、中央仏壇に本尊尺迦（釈迦）三尊安置す」とある。大坂の陣の後は、妙法院が方広寺を管理することになるが（詳しくは京の大仏の項を参照）、この段階では逆に妙法院が方広寺の一部に組み込まれていた。妙法院には会場の経堂以外に仏殿も設けられ、各宗派の僧の出仕の控え室として利用させるため、各宗派ごとに一棟ずつそれが貸与された。千僧供養の管理は妙法院が行うよう秀吉は命じたが、現存の妙法院庫裏（国宝）は、千僧供養に出仕する多数の僧の食事を準備するための台所であったとされ、2022年にはそれに使用されたと思われるかまど跡が10基、発掘調査で検出された。
秀吉の千僧供養出仕の命令に対し八宗はそれに応じたが、当時の宗教界は以下のような動向であった。醍醐寺座主の義演（真言宗）は『義演准后日記』文禄5年（1596年）1月29日条に「浄土宗以下八宗と同日同請、当時のていたらく威命に応ずるばかりなり（浄土宗以下の八宗と同じ日に同じように出仕を要請されるというなさけないありさまに陥っているのは、ただ秀吉の命令に応じざるを得ないからだ）」と著した。義演は自宗（真言宗）が長年国家鎮護を担ってきたが、真言宗と同じくらいの歴史を有し競合している天台宗及び、義演が格下と見なしてきた新興の鎌倉新仏教の諸派と同日出仕とさせられることに不満を述べたが、秀吉の命令には逆らえず、真言宗は出仕することにした。天台宗は山門派（延暦寺）と寺門派（園城寺）という内部派閥があり、両者は長年に渡って武力抗争を繰り広げてきたが（山門寺門の争い）、千僧供養では両者は「天台宗」という一括りで出仕することになった。日蓮宗においては、法華経を信じない人からは布施を受けず、法を施さないとする教義があったので、千僧供養出仕に難色を示すものもいたが、出仕を拒否すれば寺が破却される懸念があることから、やむを得ず出仕することにした。しかし日蓮宗の僧日奥はそれに反対し、蟄居に追い込まれた。不受不施の教義を守ろうとする日奥及びその一派は不受不施派と称されるようになったが、その反権威的行動は豊臣氏のみならず、その後を継いだ徳川氏にも警戒視され、江戸時代を通して不受不施派はキリシタンと並んで、監視・弾圧対象となった。
千僧供養は一同に全宗派が集まって法要が行われた訳ではなく、法要日一日を時間で区切り、時差式で各宗派が出仕をしていた。出仕の順番についても厳格に定められており、当初の文禄4年（1595年）の段階では、真言宗が一番手、天台宗が二番手、以下律宗・禅宗・日蓮宗・浄土宗・時宗・浄土真宗の順であった。千僧供養は上記のような形式であったため、長時間に渡る法要であった。慶長4年（1599年）4月25日に高台院（北政所）が千僧供養に参列したが、三番手の律宗の法要が終わった所で（疲労のためか、もしくは単に飽きたためか）途中退席してしまったという。
千僧供養の出仕の順を巡っては、様々なトラブルが生じるようになった。これは見方によっては、先の順の宗派ほど格上ともとれるためで、天台宗は自宗が二番手とされたことについて抗議した。また日蓮宗と浄土宗との間でも出仕順を巡って紛争が生じた。
慶長5年（1600年）には、宗派間のトラブル回避のためか、千僧供養は、月ごとに各宗派が持ち回りで法要を行う形式に改められ、宗派間で出仕順を競る必要がなくなり、法要時に他宗派と顔を合わなくて済むようになった（ただし祖父母の本命日のある4月と6月は従来とおり八宗の供養であった）。しかしながらこの形式への変更によって各宗派の不満が消失した訳ではなかった。この変更は見方によっては八宗が全て対等とも捉えられるので、鎌倉新仏教の諸派を格下と見なす真言宗の義演は「末世末法あさましき次第なり」などと日記に書き記した。
千僧供養はその後、月ごとに各宗派が持ち回って執り行う形式で、大坂の陣で豊臣氏が滅亡するまで、毎月行われた。

## 地名
各地に千僧供養（千僧供料）が由来ではないかとされている地名が存在する